# Zuch Kazik
Zuch Kazik — польская группа альтернативного рока, известная благодаря исполнению песен эпохи Польской Народной Республики и социалистического лагеря 1940-х, 1950-х и 1960-х годов. Группа образована в 2012 году на Фестивале эмоционального творчества «Zacieralia».

## Состав
- Казимеж «Казик» Сташевский[пол.] — вокал, саксофон (член группы Kult)[2]
- Мирослав «Зацир» Яндраш[пол.] — вокал, аккордеон, клавишные (член группы Zacier)[2]
- Анджей «Изи» Издебский[пол.] — гитара, банджо, мандолина, виола да гамба (продюсер, сотрудничал с Яцеком Лаховичем[пол.])[2]
- Пётр Лоек[пол.] — бас-гитара (член группы Elektryczne Gitary)[2]
- Михал «Мруфка» Ендраш — ударные (член группы Zacier)[2]
- Михал «Гуру» Гурчиньский — кларнет
- Магдалена Чомперлик[пол.] — бэк-вокал

## Дискография
Альбомы
| Название          | Дата выхода                                 | Место в чартах |
| Название          | Дата выхода                                 | POL            |
| ----------------- | ------------------------------------------- | -------------- |
| Zakażone piosenki | - Дата: 7 ноября 2014 - Лейбл: S.P. Records | 5              |

Видеоклипы
| Название           | Год  | Режиссёр        | Альбом            | Источник |
| ------------------ | ---- | --------------- | ----------------- | -------- |
| „Hej młody Junaku” | 2014 | Славомир Петжак | Zakażone piosenki | [ 4 ]    |